# Колорадо (река)
Вижте пояснителната страница за други значения на Колорадо.
Колорадо (на английски: Colorado River; на испански: Rio Colorado – червено оцветен) е река в югозападната част на САЩ, в щатите Колорадо, Юта, Аризона, Невада и Калифорния и в северозападната част на Мексико, в щатите Долна Калифорния и Сонора, вливаща се в Калифорнийския залив на Тихия океан. Дължината ѝ е 2330 km (заедно с десния си приток Грийн Ривър – 3200 km), а площта на водосборния басейн – 637 137 km².

## Извор, течение, устие
Река Колорадо води началото си на 3104 m н.в., в националния парк „Скалисти планини“, разположен в западните склонове на Предния хребет на Скалистите планини, в окръг Гранд, в северната част на щата Колорадо. В най-горното си течение тече на юг и е малка и спокойна река. След изтичането си от езерото, Грант завива на югозапад и запазва това направление до устието на левия си приток Литъл Колорадо. На около 60 km след устието на левия си приток Ганисън, излиза от Скалистите планини, навлиза в щата Юта и до устието си тече през полупустинни и пустинни райони. След устието на най-големия си десен приток, река Грийн Ривър, навлиза в платото Колорадо, а след устието на десния си приток, Мади Крийк, се влива в големия язовир „Пауъл“. След изтичането си от язовира, вече на територията на щата Аризона образува един от най-големите в света каньони – Гранд каньон. В края на каньона достига до границата с Невада и влива водите си в големия язовир „Мид“, преградната стена „Боулдър Дам“ на който се намира в близост до град Лас Вегас. След изтичането си от язовира „Мид“ Колорадо завива на юг и запазва това направление до устието си, като служи за граница между щата Аризона и щатите Невада и Калифорния. След американския град Юма достига до границата с Мексико и на протежение около 40 km е гранична река между САЩ и Мексико. При град Сан Луис Рио Колорадо изцяло навлиза на мексиканска територия и до устието си служи за граница между щатите Долна Калифорния и Сонора. Влива се във върха на Калифорнийския залив на Тихия океан, при малкото градче Ел Голфо де Санта Клара, като образува делта с площ 8600 km².
В горното си течение ширината на речното корито на Колорадо е от 60 до 150 m, а в долното течение – от 150 до 300 m. Средната дълбочина варира от 3 до 9 m, в долното течение – от 0,6 до 2,4 m, а в някои участъци в Гранд каньон достига до 34 m.

## Водосборен басейн, притоци
Водосборният басейн на река Колорадо обхваща площ от 637 137 km², като 97% от него се намира на американска територия, а останалите 3% – на мексиканска. В САЩ водосборният басейн на реката обхваща участъци от щатите Колорадо, Юта, Аризона, Невада, Калифорния, Ню Мексико и Уайоминг, в Мексико – Долна Калифорния и Сонора. На североизток водосборният басейн на Колорадо граничи с водосборния басейн на река Мисисипи, на изток – с водосборния басейн на река Рио Гранде, на север – с водосборния басейн на река Колумбия, а на запад и югоизток – с безотточни области, простиращи се в щатите Юта, Невада, Калифорния и Аризона.
Във водосборния басейн на Колорадо има 20 реки с дължина над 200 km, като 8 от тях се вливат директно в нея:
- → Ганисън, дължина 290 km / площ на водосборния басейн 20 520 km²
- → Долорес, 388 / 11 850
- ← Грийн Ривър, 1170 / 125 000
- → Сан Хуан, 616 / 63 840
- → Литъл Колорадо 544 / 69 000
- ← Канаб Крийк 201 / –
- ← Върджин Ривър 261 / 31 700
- → Хила 1044 / 151 000

## Хидрография
Река Колорадо има предимно снежно подхранване (85 – 90%) и около 10 – 15% подземно и дъждовно подхранване. Пълноводието на реката започва през април и завършва през юли, като през есента и зимата има ясно изразено маловодие. До построяването на каскадата от язовири по нейното течение средният годишен отток е бил от порядъка на 18,63 km³, равняващо се на 610 m³/s. Най-висок максимум е отбелязан през 1884 г. – 10 900 m³/s, а най-нисък минимум през 1935 г. – 11,9 m³/s. След построяването на язовирите речният ѝ отток е значително урегулиран. Средногодишно варира от 990 m³/s до 110 m³/s, което се равнява съответно на 27,38 km³ и 4,69 km³. Средният многогодишен отток в средното течение е 508 m³/s, а в устието – едва 5 m³/s, вследствие на почти цялостното отклоняване на водите на реката чрез канали и аквадукти за иригация и водоснабдяване на градовете по калифорнийското крайбрежие на САЩ (в т.ч. град Лос Анджелис).

## Стопанско значение
Река Колорадо е реката в САЩ, чийто речен отток е изцяло регулиран. За тази цел в средното и долното ѝ течение са съоръжени преградните стени „Глен Каньон дам“ (след устието на река Сан Хуан) и „Хувър“ („Боулдър дам“), образуващи големите язовири „Пауъл“ и „Мид“ (всяки с площ около 650 km² и обем над 34 km³). Освен тях са изградени преградните стени „Дейвис“ и „Паркър“, образуващи по-малките язовири „Мохаве“ и „Хавасу“. В основата и на четирите преградни стени действат мощни ВЕЦ. Освен това са изградени водоотводните преградни стени „Пало Верде“, „Импириал“, „Морелос“ и др. Големи язовири и иригационни системи има и в басейна на река Хила (язовирите „Рузвелт“, „Санта Клара“, „Хорсшу“ и др.). Река Колорадо носи огромно количество наноси (около 160 млн. т. годишно), като почти всичките се отлагат в язовирите „Пауъл“ и „Мид“. В долното си течение реката е достъпна за плитко газещи речни съдове, но транспортното ѝ значение е незначително.

## Селища
Долината ракета е сравнително слабо населена, като най-големите селища по нейното течение са градовете: Гленуд Спрингс, Райфъл и Гранд Джанкшън (в щата Колорадо); Моуаб (в щата Юта); Пейдж, Булхед Сити, Лейк Хавасу Сити и Паркър (в Аризона); Нидълс и Блайт (в Калифорния); Сан Луис Рио Колорадо (в Мексико).